# Sayreville
Sayreville est un borough du comté de Middlesex au New Jersey, aux États-Unis.
Au recensement de 2010, la ville était peuplée de 42 704 habitants.

## Géographie
La localité est localisée à la fois sur le fleuve Raritan et la baie de Raritan.